# Kaufman (Texas)
Kaufman város az Amerikai Egyesült Államok Texas államában, Kaufman megyében, melynek megyeszékhelye. Lakosainak száma 6797 fő (2020. április 1.).

## Népesség
A település népességének változása:

| 2010 | 6 703 |
| 2020 | 6 797 |